# کوین لفرانک
کوین لفرانک (انگلیسی: Kevin Lefranc؛ زادهٔ ۱ مارس ۱۹۸۶) بازیکن فوتبال اهل فرانسه است.